# Transilien Paris-Nord
Transilien Paris-Nord est la « région » du Transilien, le réseau de trains d'Île-de-France de la Société nationale des chemins de fer français (SNCF), qui gère partiellement les lignes B, C et D, et intégralement les lignes H et K, permettant la desserte du nord de l'Île-de-France à partir de la gare du Nord à Paris.

## Les lignes

### Ligne B

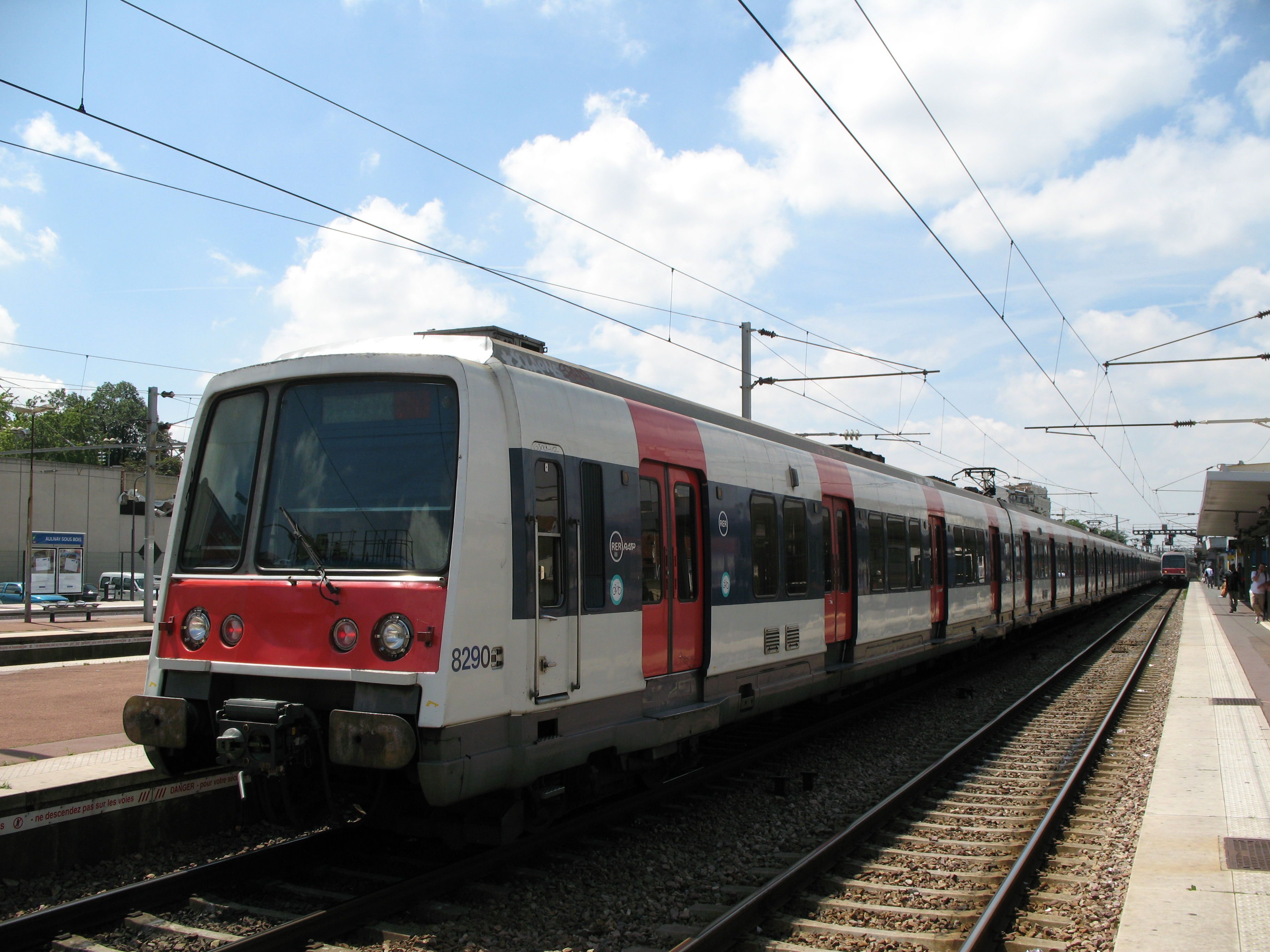
Une rame MI 79 en gare d'Aulnay-sous-Bois.

Transilien Paris-Nord gère la portion de la ligne B du RER de l'aéroport Charles-de-Gaulle et de Mitry - Claye à la gare du Nord. En cas de problème sur cette partie, les trains y circulant ont pour origine et terminus les voies de surface de la gare du Nord, ce qui engendre une rupture d'interconnexion avec la partie sud de la ligne gérée par la Régie autonome des transports parisiens (RATP).

### Ligne C

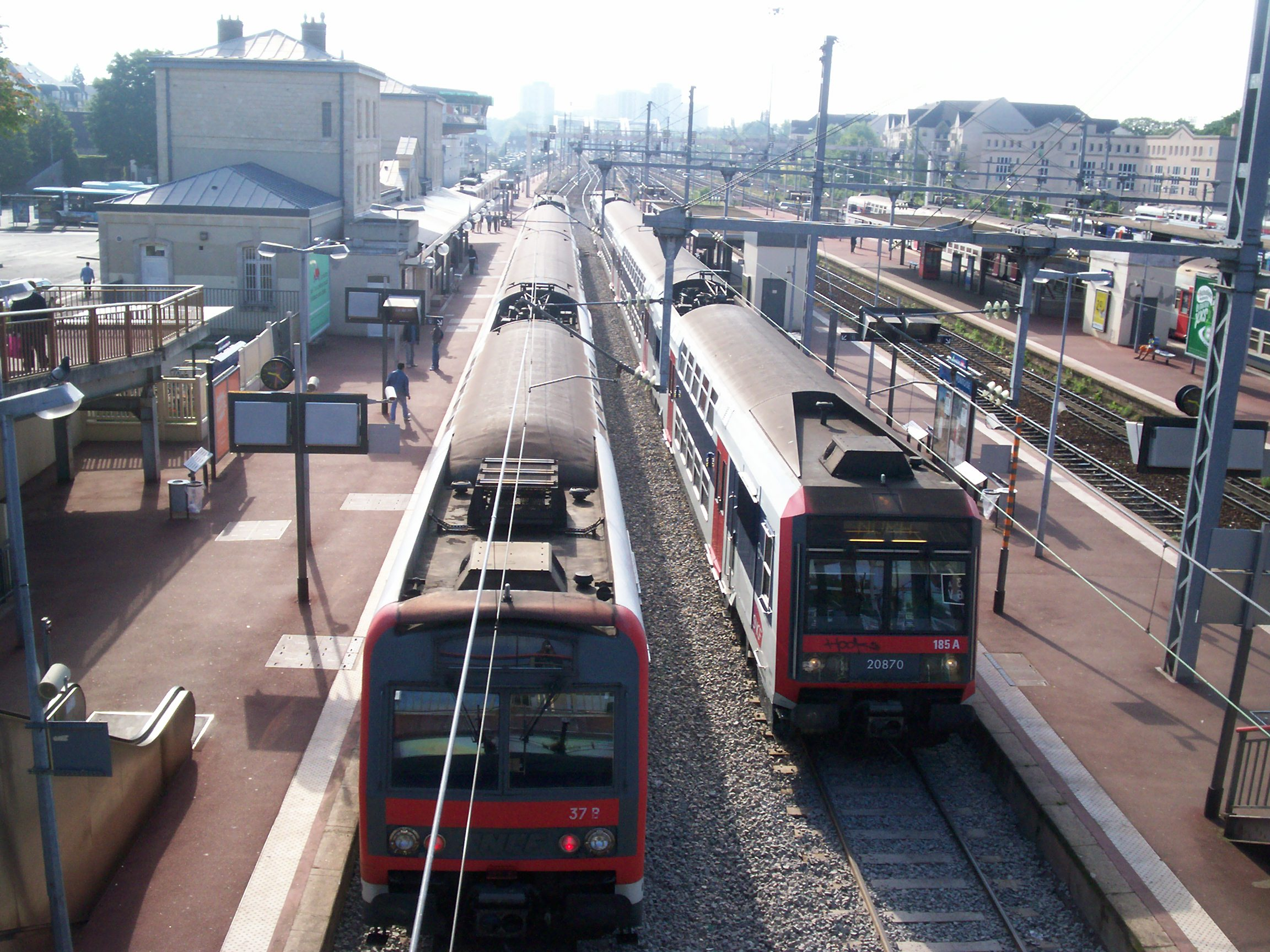
Rames Z 8800 et Z 20500 en gare de Pontoise.

Transilien Paris-Nord gère la portion de la ligne C du RER depuis la gare de Saint-Ouen jusqu'à celle de Pontoise.

### Ligne D

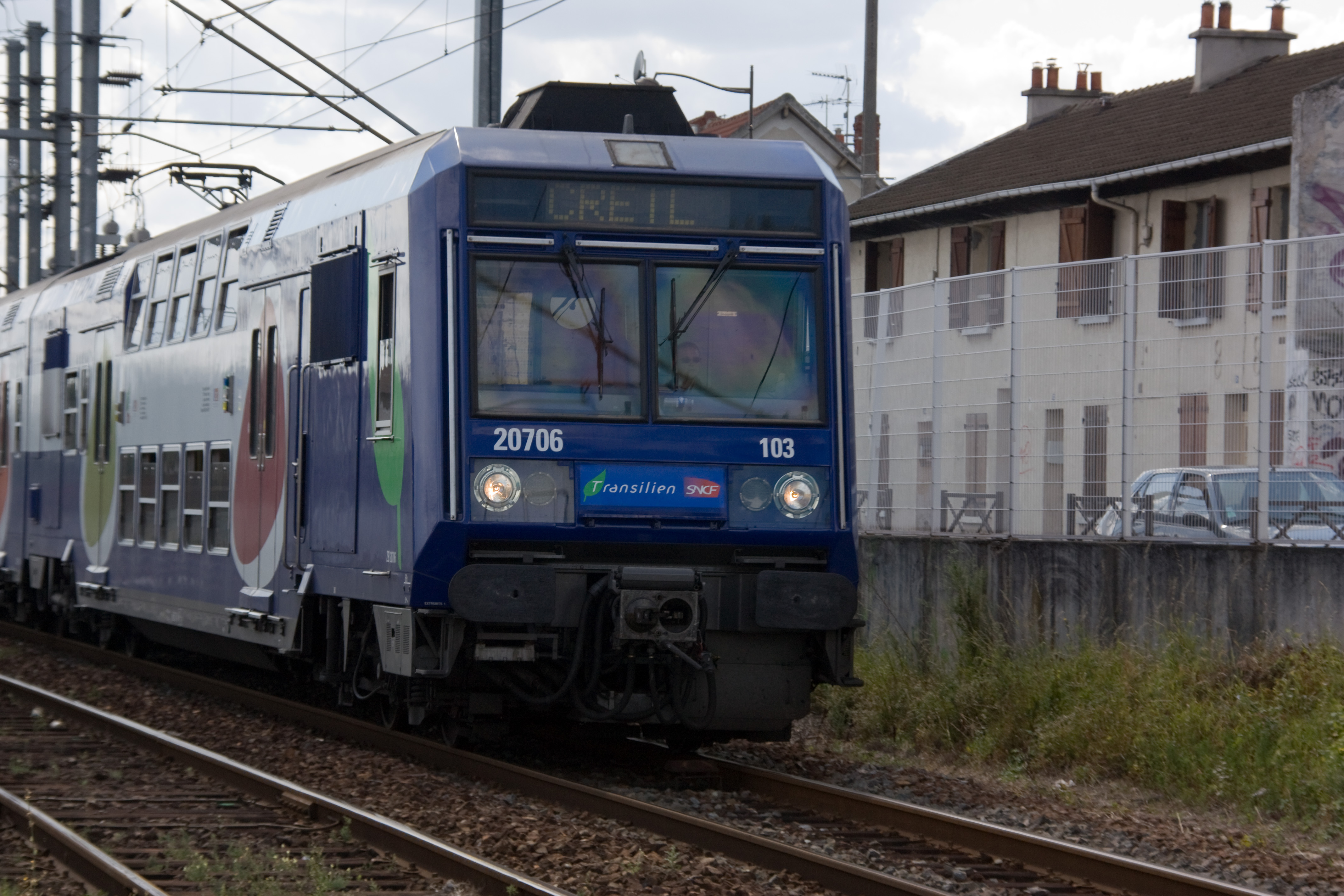
Une rame Z 20500 arrivant en gare de Villiers-le-Bel - Gonesse - Arnouville.

Transilien Paris-Nord gère la portion de la ligne D du RER depuis la gare du Nord jusqu'à la gare d'Orry-la-Ville - Coye, le sud de la ligne à partir de la gare de Lyon et la banlieue Sud-Est étant géré par le réseau Transilien Paris Sud-Est. La partie entre la gare du Nord et la gare de Châtelet - Les Halles est gérée par la RATP. En cas de rupture d'interconnexion avec le réseau Sud-Est les trains circulant au nord de la ligne ont pour origine et terminus la gare de Châtelet - Les Halles ou, en cas de travaux, la gare du Nord (voies de surface).

### Ligne H

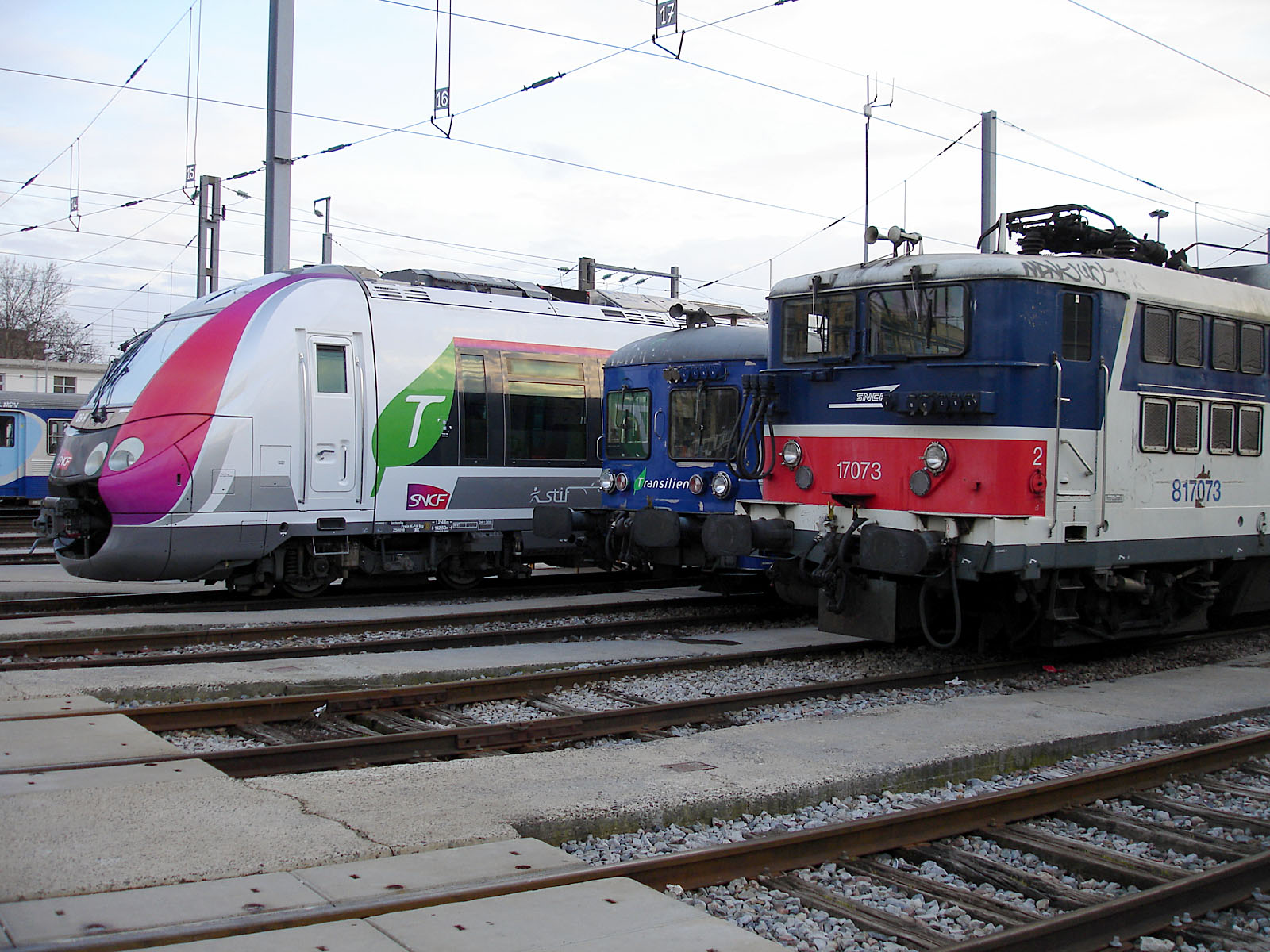
Z 50000 dit Francilien, RIB et BB 17000 au Technicentre de Paris-Nord.

Transilien Paris-Nord gère la ligne Transilien H composée des relations :
- Paris-Nord – Luzarches / Persan - Beaumont par Montsoult - Maffliers (ligne est) et par Ermont - Eaubonne (ligne ouest) ;
- Paris-Nord - Pontoise ;
- Pontoise – Persan - Beaumont – Bruyères-sur-Oise – Creil.

### Ligne K

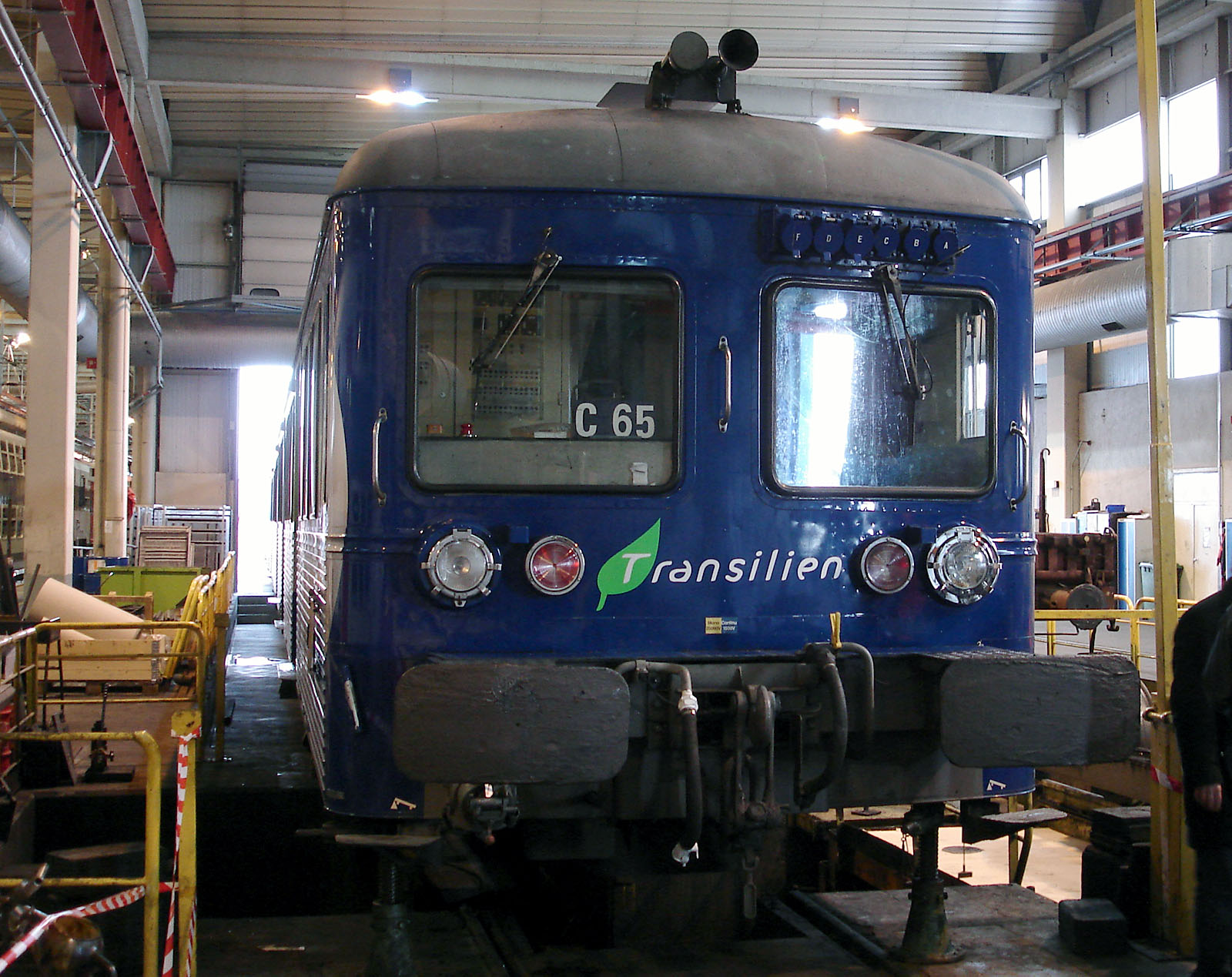
Une RIB au Technicentre de Paris-Nord.

Transilien Paris-Nord gère la ligne Transilien K : Paris-Nord – Aulnay-sous-Bois – Mitry - Claye / Dammartin - Juilly - Saint-Mard – Crépy-en-Valois.